# مقاطعة وارين (كارولاينا الشمالية)
مقاطعة وارين (بالإنجليزية: Warren County)‏ هي إحدى مقاطعات ولاية كارولاينا الشمالية في الولايات المتحدة الأمريكية. مركز المقاطعة أو مقعدها هي مدينة وارينتون. تأسست هذه المقاطعة سنة 1779.أصل هذه المقاطعة يأتي من: مقاطعة بوت.

## أعلام
- ويليام ميلر
- براكستون براج
- ويليام الكسندر سميث
- بنجامين هوكينز
- صموئيل وليامز إنجي